# Friedhelm Guttandin
Friedhelm Guttandin (* 18. Januar 1949 in Klein-Gerau) ist ein deutscher Soziologe.

## Leben
Er besuchte das Ludwig-Georgs-Gymnasium in Darmstadt und war dort Schulsprecher.
Nach der Promotion zum Dr. phil. 1980 in Marburg und der Habilitation am 15. August 1990 in Hagen (Gutachter: Werner Fuchs-Heinritz, Peter Willy Brandt, Heinz Abels, Lars Michael Clausen) wurde er 1996 außerplanmäßiger Professor für Berufs- und Wirtschaftspädagogik an der Fernuniversität in Hagen und vertrat 1995 an der Albert-Ludwigs-Universität Freiburg einen Lehrstuhl.

## Schriften (Auswahl)
- Genese und Kritik des Subjektbegriffs. Zur Selbstthematisierung der Menschen als Subjekte. Marburg 1980, ISBN 3-922140-04-1.
- Selbstkontrolle. Dokumente zur Geschichte einer Obsession. Berlin 1991, ISBN 3-928282-01-8.
- Das paradoxe Schicksal der Ehre. Zum Wandel der adeligen Ehre und zur Bedeutung von Duell und Ehre für den monarchischen Zentralstaat. Berlin 1993, ISBN 3-496-00443-6.
- Improvisationsgesellschaft. Provinzstadtkultur in Südamerika. Pfaffenweiler 1996, ISBN 3-8255-0099-3.